# Jerzy Wojciech Rudziński
Jerzy Wojciech Rudziński (ur. 1935, zm. 7 czerwca 2017 w Warszawie) – polski rzeźbiarz.

## Życiorys
Był absolwentem „Szkoły Kenara” w Zakopanem. Odbył studia w warszawskiej ASP na Wydziale Rzeźby, uzyskując w 1968 dyplom z wyróżnieniem. Adiunkt na Wydziale Rzeźby (1969-1981), w latach 1981-2014 docent w Katedrze Scenografii; nauczyciel rzeźby w Państwowym Liceum Plastycznym w Warszawie (1981-1985); w latach 2004-2013 docent na Wydziale Architektury Wnętrz (zajęcia z zakresu rzeźby i kompozycji przestrzennej) w Wyższej Szkole Ekologii i Zarządzania w Warszawie; komisarz międzynarodowych plenerów rzeźbiarskich w Centrum Rzeźby Polskiej w Orońsku (1976-1989); konsultant ds. plastyki w Komisji Kultury Rady Naczelnej ZSP (1962-1978). Członek Związku Polskich Artystów Plastyków. Autor programów telewizyjnych dla dzieci Galeria Teleranka (TVP1 w latach 1976-1985).

## Wystawy
Brał udział w ponad 180 wystawach krajowych i zagranicznych, m.in. w Nowym Jorku, Berlinie, Moskwie, Barcelonie, Atenach, Kuwejcie, Londynie, Paryżu, Rawennie, Dreźnie, Sofii, Karaczi.

## Plenery
Uczestnik licznych plenerów i sympozjów artystycznych, np. w Bolesławcu, Hajnówce, Lublinie, Radomiu, Warszawie, a najczęściej w Centrum Rzeźby Polskiej w Orońsku oraz w Niemczech.

## Ważniejsze realizacje w zakresie rzeźby
- Pomnik Czynu Zbrojnego 1939-1945, Puławy
- Kwatera 7 Pułk Piechoty Legionów AK „Garłuch” na cmentarzu Wojskowym na Powązkach
- Cykl monumentalnych płaskorzeźb na Osiedlu Prusa w Lublinie
- Rzeźby dla Osiedla Gocław w Warszawie
- Rzeźba „Orlik” dla Oficerskiej Szkoły Lotniczej w Dęblinie
- „Słoneczna Nike” na wyspie Tinos, Grecja
- „Wędrowny Ptak” w Sieradzu
- „Trudna Rozmowa” i „Przeciw Agresji 1” w Lublinie

## Nagrody i wyróżnienia
- Grand Prix-Nagroda Towarzystwa Sztuk Pięknych za debiut Najlepsza praca dyplomowa ASP Galeria Kordegarda Łazienki Królewskie Warszawa (1968)
- Nagroda MON III stopnia (1969)
- nagroda Ministra Kultury i Sztuki (1979)
- Brązowy Krzyż Zasługi (1975)
- Srebrny Krzyż im. Janka Krasickiego
- Złota Odznaka ZSP (1970)
- Medal „Opiekun Miejsc Pamięci Narodowej” (1971)
- Medal Ministra Kultury i Dziedzictwa Narodowego Zasłużony dla Kultury Polskiej (2007)